# 残穢
『残穢』（ざんえ）は、小野不由美による日本の小説。

## 概要
作者と同様のプロフィールを持つ作家<私>が、東京郊外のマンションで起こる怪異に迫っていくホラー作品。実在の作家の平山夢明や福澤徹三が物語の登場人物になるなど、モキュメンタリーを連想させる作劇となっているが、これは作者の小野が全作視聴するほどのファンであるホラー・フェイクドキュメンタリーシリーズ『ほんとにあった! 呪いのビデオ』の影響であるという。
単行本は、2012年7月20日に新潮社より書き下ろしで刊行された。文庫版は、2015年8月1日に新潮文庫より刊行された。装丁は、単行本が祖父江慎+鯉沼恵一（cozfish）による。装画は、単行本が司修、文庫版が町田尚子による。
2012年、「ダ・ヴィンチ BOOK OF THE YEAR 2012」（小説ランキング50）第8位。「ミステリが読みたい! 2013年版」（国内部門）第10位。2013年、第26回山本周五郎賞を受賞。『ダ・ヴィンチ』の「怪談オブザイヤー」で第1位。
2016年1月より映画化作品『残穢 -住んではいけない部屋-』が公開。

## 物語
京都市で暮らす〈私〉の生業は小説家である。執筆分野は大人向け小説が中心だが、嘗ては少女向けにライトノベルやホラー小説を執筆しており、そのあとがきで読者に「怖い話」の募集を呼び掛けていた。その縁で、嘗ての読者から「怖い話」を実体験として相談されることがある。
2001年末（映画では2012年5月）、嘗ての読者で「岡谷マンション」の204号室に住む30代の女性・久保から1通の手紙が届く。手紙によると、久保がリビングでライターの仕事をしていると背後の開けっ放しの寝室から「畳を掃くような音」がするのだという。更には、翌年に久保から改めて電子メールが届く。相変わらず寝室から右に左に畳を擦るような音が続いたため、振り返ってみると着物の帯のような平たい布が目に入ったという。その話に〈私〉は奇妙な既視感を覚える。同じ頃、転居・同業者の夫との同居を控えていた〈私〉は荷物の整理をする内に、屋嶋という女性から1999年7月に受け取った手紙を目に留める。既視感の正体はこれだったと気づく。屋嶋も自宅マンションである401号室の寝室から時折聞こえる何かが床を掃くような音に悩まされていた。久保と屋嶋の住所は部屋こそ違えど同じマンションだったため、〈私〉は彼女らが遭遇しているのは同じものなのではないだろうかと考える。
久保と屋嶋の話を合わせる内に〈私〉の脳裏には「和服姿の女性が縊死し、その折に解けて乱れた帯が床を擦っている」というイメージが浮かぶ。久保は、その帯がいわゆる金襴緞子の帯ではないかと言う。久保は不動産業者や図書館などで調べるが、「岡谷マンション」で過去に自殺者が出たというような情報は得られない。そんな中、久保は204号室の前住者・梶川亮の不幸な出来事を知る。彼は精神を病んで「岡谷マンション」を退去し、職を辞した後に新居のアパートで首を吊って自殺していた。久保と〈私〉は「岡谷マンション」が建つ土地が「いわくつき」だったのではないかと考える。久保は「岡谷マンション」が建っている土地やその周辺のいわくを調べるため、周辺の住人への聞き取りを始める。
地元住民の1人である益子香奈恵の証言によれば、マンションが建つ前は駐車場で、更に遡ると数軒の一戸建て住宅が建っていたという。しかし、バブル期の地上げで軒並み転居した。最後まで残っていた小井戸家は近所でも有名なゴミ屋敷で、住人の男性は最終的に孤独死したと語る。そんな中、〈私〉は1999年当時に「岡谷マンション」の401号に住んでいた屋嶋から電話を貰い、部屋で遭遇した怪奇現象を聞かされる。彼女が401号室に入居したのは1999年3月だったが、最初から部屋には憂鬱な気が漂っていたという。当時2歳になる娘・美都は、和室の天井のあたりを意味もなく凝視し「ぶらんこ」とつぶやき、屋嶋自身も何かを掃くような音に悩まされていた。1999年7月頃、美都がぬいぐるみ「みふぃ」の首に紐をかけ、それを揺らして「ぶらんこ」と言いながら遊んでいたのに仰天し叱ったという。それらの現象に戸惑った末、彼女は〈私〉に手紙で訴えたのだった。霊感のない夫共々に寝床の周囲を赤ん坊がはい回るような音に悩まされ、最初の頃は無邪気に笑っていた娘も徐々に怯えるようになったため、たまりかねてその年の10月にマンションを引き払ったと語る。
端緒の「岡谷マンション」と同じ土地で近隣にある団地「岡谷団地」には、何故か住人が居着かない家がある。最初の住人に因んで「黒石邸」と呼ぶ家の現在の住人・鈴木も〈私〉に奇怪な出来事を語る。ある日、台所で洗い物をしていた彼女は背後に何かの気配を感じる。蛇口の表面を見ると、髪の長い女が彼女の手許を肩越しに覗き込んでいるのが映りこんでいたという。後でよくよく思い返してみると割と長身の鈴木の肩越しだと背後に立っていたにしては女性の位置がかなり高く不自然だということに気づく。屋嶋からマンションでの体験を聞かされた鈴木は、蛇口に映っていた女は首を吊ってぶら下がっていたのだと考える。最初はからかってもいた夫も幾度となく怪異に苛まれて嫌がるようになり、夫婦揃って耐え切れなくなって退去した。
2003年、〈私〉と久保は地域の町内会長だった老人・秋山から高度経済成長期における地域の情報、特に「ゴミ屋敷」として名高い小井戸家の情報を得る。秋山の証言によれば、小井戸家の住人・泰志は定職にも就かず戦争未亡人の母・照代と長年2人暮らしだったという。1980年頃に母親が死去した後に泰志はゴミを溜め込んだため、近隣住人は悪臭に悩むようになった。1990年7月に秋山らが町内会として訪ねたところ、泰志はゴミの山の中に敷かれた布団の上で死亡しているのが発見されたという。
地元の神社の世話役・田之倉は、小井戸家が建つ以前の地域の様子を語る。彼の話によれば、戦後間もない頃は付近一帯は鋳物工場だったが、火災で全焼し、その跡地に高野という裕福な一家が家を構えていた。しかし、1955年頃、高野家の夫人・トシヱが末娘・礼子の結婚式の直後に礼装の黒紋付き姿で帯締めを鴨居にかけ、首を吊って自殺したという。妻を喪った高野氏はこの地を去り、その後に建ったのが小井戸家とのことだ。その話を聞いた久保は、自身が「岡谷マンション」の部屋で見た金襴の帯はトシヱの自殺した姿だったと確信する。
2005年、〈私〉と久保は高野トシヱの友人だった日下部清子を取材する。彼女の話によれば、トシヱの末娘だった礼子は「進歩的な女性」で、男女交際が憚られる時代ながら男友達も多かったという。高校卒業後に都内で勤務していた礼子だったが、ほどなく帰郷、お見合いの末に結婚を目前としていた。そんなある夜、トシヱと外を歩いていた清子はトシヱから「赤ん坊の泣き声がしないか」と訴えられた。昔患った病気の所為で耳が少し遠かった清子には聞こえなかったが、トシヱは「何軒もの家で赤ん坊を泣かせて私たちをからかい面白がっているのだ」などとまくし立て、赤ん坊の声を異常に恐れていた。疑心暗鬼に陥ったトシヱに辟易してうっかり「私には聞こえないんだけどね」と口を滑らせてしまい、攻撃する連中の仲間かと誤解されかけ冷たい視線を向けられたこともあったという。やがて礼子が嫁入りする日が迫り、清子は娘の千香と2人で「結婚祝い」のため高野家を訪れる。その折、確かに部屋から湧きあがるような赤ん坊の声が響き、清子と千香も「赤ん坊の声」に納得せざるを得なかった。娘の結婚式の際、赤ん坊の声が聞こえて親戚連中まで嫌がらせを始めたのかと激昂したトシヱは帰宅してすぐ首を吊ってしまう。清子らは当時を思い出しながら、礼子は東京で不純交際の末に妊娠し、堕胎したのではないかと推理する。
話を聞いた〈私〉と久保は、トシヱは娘の妊娠、そして堕胎による羞恥心と罪悪感に耐えきれず、更には「赤ん坊の泣き声」からノイローゼとなり発作的に縊死したのではないか考える。しかし、〈私〉は清子や千香の話を詳細に考察し、赤ん坊の声は「礼子の子」のみではなく複数だったのではないかと思いつく。久保は考えすぎではないかと言うが、懐疑的な〈私〉は複数の赤ん坊の声という考えを捨てられなかった。地域住人である辻の述懐によれば、高野家が建築される前に当地には植竹工業という鋳物工場があったが、戦後まもなく失火で全焼したという。植竹工場の周辺には工員の住居として長屋が立ち並んでいたが、その長屋にも幽霊話が取沙汰されており、他の地域の子供らは長屋で遊ぶのを避けていた。元工員の証言では、実際に工場で死亡事故が発生していた。また、2006年の秋に友人の〈ハマさん〉から〈私〉に情報が寄せられ、工場の長屋に住んでいた女性・中村美佐緒は貞操観念が薄く、妊娠・出産の度に嬰児殺しを繰り返していた。工場の焼失後も転居先でなおも続け、新聞沙汰になったという。〈私〉は、トシヱが耳にして脅えた赤ん坊の声とは、美佐緒の嬰児たちの声だったのだろうと考える。
2006年末、久保は「岡谷マンション」の401号室の元住人・梶川の終の棲家であるアパートの大家・伊藤から、意外なことを聞かされる。梶川が縊死して1年以上を経た部屋に伊藤の反対を押し切って入居した住人から怪奇現象を訴えられたという。その怪異とは「畳を擦るような音」と「首吊り自殺した着物姿の女性の幽霊」だった。最初の入居者は結局4か月で逃げ出し、翌年の入居者も同様の怪異に見舞われ、今まで女性の入居者は1人もいないこと、自殺したのは男性であること、見ればわかるようにフローリングであること、首を吊ろうにもロープをかける場所自体がないと伊藤が説明するも聞かずに2人目の入居者も3ヶ月でアパートを出て行ってしまう。高野夫人の自殺に端を発する「穢れ」が、梶川によって何の関係もないアパートに伝染してしまったのだ。一方で体調不良に悩んだ久保は「岡谷マンション」からワンルームに転居するのだが、怪音はついて来てしまった。
2007年、〈私〉は独自に「岡谷マンション一帯の土地の記憶」を調べていた怪奇作家・平山と再会する。調査結果によれば、植竹工場が建設される以前の大正時代、その地には資産家・吉兼一族の屋敷があった。しかし、吉兼家の三男・友三郎には精神障害があり、座敷牢に閉じ込められていたという。吉兼一族の菩提寺は近隣に健在だったが、住職・國谷は先代が住職を務めていた1945年、吉兼家の夫人・ハツが寺を訪問して以来、一族は離散・絶縁状態だと語る。寺に残る墓誌や過去帳を探ったところ、吉三郎の継母である吉兼三喜の奇怪な事象を聞かされる。後妻として吉兼家に嫁いだ三喜は、嫁入り道具の中に美人画の掛け軸を携えていた。寺の先々代の住職の備忘録によれば、吉兼家に不幸な出来事があると描かれた女性の顔が禍々しい笑みに歪み、ダンプなどが立てる低周波音域の音に似た地下を吹き抜けるような風の音が聞こえるという。間もなく吉兼家では息子の発狂や死産など不幸が相次ぎ、三喜はその元凶と思われる掛け軸を菩提寺の住職に預けてすぐに若死にしていた。そんな不吉な掛け軸を嫁入り道具に持たせたことに〈私〉は三喜の実家の神経を疑うのだった。
健康上の都合で久保が調査から外れた矢先、存在自体が怪である北九州最強の「奥山怪談」が浮上する。三喜の実家は九州・福岡県にあった、この怪談の元である奥山家だった。地元の郷土研究家・福澤によると、小さいながら炭鉱を経営する奥山家は地域でも有名な資産家だった。しかし、大正の末、奥山家最後の当主・奥山義宜は家族と使用人を皆殺しにした挙げ句に自殺し、一族は断絶した。屋敷の跡地に建った家・真辺家でも不幸が重なり、解体された奥山屋敷の部材を買い取った愛知県の米溪家ではその部材「欄間」から仏間を覗くと地獄が見えると伝えられ、仏間の次の間で寝ると呻き声の混じった何処か遠い地の底で吹いているような風の音が聞こえて金縛りに遭ったり、東京の下宿に怪異がついて行ってしまったのか黒い人影が物騒な言葉を呟くなどと怪奇現象が頻発し、奥山家に関係するものはことごとく呪われた経過を辿ることになるという。奥山家の惨劇が、その後の枝分かれし量産された怪異の震源地だった。〈私〉は、久保が「岡谷マンション」で遭遇した怪異を末端とする一連の連鎖の震源地は奥山家だと考える。
2008年11月、〈私〉と久保、平山や彼と懇意の編集者、そして福澤の5人は嘗て奥山家が存在した敷地に建つ真辺家の廃墟を調査するべく、九州に赴く。

## 登場人物

### 原作
〈私〉
小説家。北九州出身、京都市在住。懐疑的な思考を有していて心霊現象には否定的であり、淡々とした口調で何か因縁があるのではと先走りがちな久保の手綱を引き絞ってどうどうとたしなめる。浄土真宗系の大学でインド仏教学を専攻した。最近では大人向けの小説を書くこともあるが、以前は中学生や小学生向けの文庫レーベルにホラー小説のシリーズを持っていた。同業者の小説家である夫を持つ。夫婦揃って「独りきりでなければ仕事ができない」性分のため、夫婦ながら同居せず、賃貸マンションの隣り合う物件に別居している。久保の持ち込んだ怪奇現象の取材を重ねる内に、身体の不調に悩まされてゆく。黒石邸の件の時、イタズラ電話がかかってきて答えてしまい、出るのをやめて1週間くらいで唐突にやむということがあった。別居しての生活は不経済で持ち家に住みたいという気持ちもあったため、新居に転居して今まで別々に暮らしていた夫と同居するが、生活サイクルのずれと些細なトラブルの連続で悪戦苦闘する。終盤、仕事を休まざるを得ない程の肩こりと腰痛に悩まされていたのだが、その原因である首の「腫瘍状のもの」は20年近く前から患っていた湿疹由来だと判明し、良薬に巡り合って服用することにより医師につけるよう厳命されたコルセットは出番を失い人体模型〈もげたくん〉の首を飾るようになった。なおラストで執筆していたのは『鬼談百景』である。
映画版では30代に年齢設定を下げ、「小松由美子」の名が設定されている。原作では1週間で終わったイタズラ電話は調査終了後も続いており、誰もいないのにセンサーライトが反応して照明がつくという現象も起こる。
久保（くぼ）
30代の女性（物語開始時点）。過去に〈私〉が執筆していた少女向け小説のファンで、東京都内の企業と契約を結び主に社内報や広報誌を扱う編集プロダクションに勤務し、ディレクターやカメラマンに同行してメモや録音テープを起こして取材内容を記事に纏めるライター。実話怪談が好きでホラー小説を読んだりホラー映画をよく見るため、物事を怪談的に解釈する下地があって身構える傾向がある。思考の根底に「何かがいるのでは?」というある種の先入観があり、常にそうした方向性に思考が流されてしまう。本当にあったらどうしようと思いつつ確認するまでの緊張感が楽しみであり、ホテル等の宿泊施設でも壁に掛けてある額を裏返したりして怖れつつ半ば期待しており、引っ越す度に入居して一番にホラー好きの嗜みでお札の類を確かめる。
仕事に慣れて家賃の高い都心で暮らす必要性を感じなくなり、ゆっくり生活し落ち着いて仕事の出来る環境を欲して2001年11月から首都近郊のベッドタウンにある「岡谷マンション」の204号室に独り暮らしを始めるが、引っ越しの慌ただしさも静まった頃、怪音と首を吊った晴れ着姿の中年女性の幽霊に繋がる童謡『花嫁人形』でお馴染みの二重太鼓に結ぶ金襴緞子の帯が暗がりに揺れるイメージに苛まれるようになる。最初は背後の和室からの「畳を擦るような音」に悩まされて「畳を掃く中年女性の幽霊」を思い浮かべたが、帯を見たように感じた瞬間から「首を吊り揺れている死体から垂れる帯が畳を這う」イメージに横滑りしたのだった。しかし、問題の和室を「開かずの間」にしたら今度は「ゴトンと何かを倒した音」が聞こえるようになる。最初が首を吊った着物の女性の帯が畳を擦る音で、次が首を吊る時に倒した台の音らしい。これを機に〈私〉と共に真実を探るべく取材を始め、理由を問われたら「土地の歴史を調べている」と説明するという怪奇探偵の小池壮彦の機知に倣って行動する。その後、広めのワンルームに引っ越すも音はついて来てしまう。お寺さんというものに対して怪談にあるようにこれこれこうだと助言するイメージを持っていたため、取材した住職・林の淡白な反応に拍子抜けした。2006年の春に卵巣嚢腫の手術を受けるが、2年後の夏に回転性目眩を伴う突発性難聴を患ってしまう。しかし、幸いにも発症したのとほぼ同時に治療を開始することができた。その少し前に社長の急死により編集プロダクションは解散・廃業したが、幸いにも上司が興した新会社に就職して仕事は軌道に乗り、取材を通して親しくなった伊藤所有のマンションに転居して音は聞こえずに快適に暮らせるようになる。その後、結婚により転居した。
映画では20歳前後に年齢設定を下げ、都内の大学で建築デザインを学びつつミステリー研究会の部長を務める女子大生に変更された。また、下の名前が「亜紗美」と設定されている。
屋嶋（やしま）
幼い娘・美都（みと）を抱えた母親。取材当時33歳。夫の急な転勤に際して6件の候補の中から最も優良物件とも言える「岡谷マンション」の401号室に入居することになったが、何故か他の部屋にしたいという思いが心に燻るも時間がなかったので夫に賛成して1999年3月に転入した。しかし、数々の怪奇現象に悩まされた挙げ句、9ヶ月後に部屋を引き払う。宅配便経由で〈私〉が自分達を捜していることを知り、3年ぶりに〈私〉に連絡を取り当時のことを語る。その後、夫の仕事の都合で2度転居したが、問題のある物件には当たらずに済んでいる。
屋嶋美都（やしま みと）
屋嶋の1人娘。5歳。「岡谷マンション」に住んでいた2歳の頃、部屋の中空を見つめていたり、いつもとは違う上機嫌な様子に母親の屋嶋は不安だった。ある時、ぬいぐるみ「みふぃ」の首に紐をかけて振り回しているのを母親に叱責される。そんな奇行を繰り返していたが、怯えるようになる。転居して歳月が経ち、当時のことは覚えていない。
西條（さいじょう）
5歳と3歳と2歳になる三児の母。1999年末から「岡谷マンション」の401号室に住む専業主婦。屋嶋とは異なり、部屋で怪奇現象には一切遭遇していない。「岡谷マンション」に近い住宅地に一戸建てを購入し、そこに転居した。
益子美和（ましこ みわ）
取材当時22歳で一児の母。「岡谷マンション」の近くの一戸建てに住む。「岡谷マンション」の住人の入れ替わりの激しさを証言する。
益子純二（ましこ じゅんじ）
美和の夫。益子茂の二男で、取材当時26歳。嘗てはワルだったが、今では良き夫、良き父親。
益子茂（ましこ しげる）
美和の義父。取材当時62歳。1970年、30歳の折より「岡谷マンション」が建設されることになる街に住み着く。以降、ゴミ屋敷と化す小井戸家、その顛末をつぶさに見届ける。
益子香奈恵（ましこ かなえ）
美和の義母。
益子颯人（ましこ はやと）
美和の息子。取材当時、4歳。
辺見（へんみ）
5歳と4歳になる2児の母。「岡谷マンション」の403号室の住人。同マンション居住3年目。マンションの住民の入れ替わりの激しさを語るが、自身は怪奇現象には遭遇していない。夫の転職に伴い転居した。
梶川亮（かじかわ あきら）
2001年4月から9月にかけて、久保の前に「岡谷マンション」の204号室に住んでいた男性。辺見の夫の取引先である家電量販店に勤務していた。もともと勤務態度は真面目だったが、「岡谷マンション」転入後より体調を崩し職場でもトラブルを繰り返す。204号室を引き払ってアパートに入居。間もなく職も辞し、2001年12月に27歳で首を吊って自殺する。
伊藤（いとう）
梶川が「岡谷マンション」退去後に入居したアパートの大家。典型的な古き良き大家さんで、何かと店子の世話を焼く。〈私〉に、梶原が自殺する前後に何度も梶川が訪れてはそれを繰り返す「夢から醒めても夢の中」にいるような不思議な体験を語る。事故物件でも気にしないと豪語して反対を押し切って梶川が自殺した部屋に入居した新しい住人が1ヶ月も経たない内に「首吊り自殺した着物姿の女性の幽霊が出る」と訴えて逃げ出し、翌年の入居者も同様の怪異に見舞われてアパートを出て行ってしまう。元々やめた方がいいと入居に反対していたため、仕方のないことだと敢えて引き止めなかった。しかし、安い家賃を目当てに事故物件と承知の上で借りておきながら、自身の説明も聞こうとせずに出て行った彼らに対する怒りを覚えた。
大塚（おおつか）
「岡谷マンション」の隣にある「岡谷団地」の住人。〈私〉に「岡谷団地」の住人の入れ替わりの激しさを語る。
黒石（くろいし）
「岡谷団地」の一戸建ての住人。取材当時36歳。団地造成後まもなく分譲の一戸建てを買い取って住むが、悪戯電話や交通事故などの災難が続き、3年後には転居。自邸を賃貸に出すものの、なかなか住人が居着かない。
鈴木（すずき）
取材当時35歳。同郷のよしみで屋嶋と親しくなり、彼女の娘・美都より1歳年上の6歳の息子を持つ。昔から霊感が強い。但し、見たり聞いたりはしているが、何かおかしいという勘は働かないので気づくのに遅れた。1999年9月より「岡谷団地」の黒石が所有する物件に住んでいた。入居してすぐに妙な物音が聞こえ始め、夫の帰宅が遅くて息子と2人きりの晩、台所で洗い物をしているとふいにBGM代わりのTVのボリュームが勝手に低くなって背筋に悪寒が走り、蛇口に肩越しに見下ろす女性の影が映っているのに気づく。暫らくするとTVのボリュームは元に戻り悪寒も消えたが、後になって割と長身である自身の肩越しだと天井近くに女性がいることになると思い至る。当初は気づかなかった夫やその従弟にからかわれて不快な思いをするも彼ら自身も幾度となく怪異を体験し、これ以上はここにいたくないと3か月も経たず転居した。その件で深く反省した夫は新居を決める際に霊的な意見を聞くようになったが、諸事情は不明ながら離婚して息子と共に実家に戻りシングルマザーとして奮闘中。
秋山（あきやま）
元町内会会長。取材当時73歳。1968年より30年以上この町に住み、「岡谷マンション」周辺の事情に詳しい。町内会長として、小井戸泰志の遺体の第一発見者となる。
小井戸泰志（こいど やすし）
ゴミ屋敷の住人。定職を持たず、生涯独身を通す。母親の死の前後より自邸にゴミを溜めこむようになり、周囲から敬遠される。1990年頃、ゴミの中で孤独死。
小井戸照代（こいど てるよ）
泰志の母。戦争未亡人で、仕立物の内職で生計を立てていたらしい。1980年頃に死去。
稲葉（いなば）
「岡谷団地」が建設される以前に存在した一戸建ての住人。1985年頃より居住するが、妙な足音に悩んでいた形跡がある。地価高騰による固定資産税の増額に耐えきれず、転居。
大里（おおさと）
稲葉の前住者。家族で暮らす。
飯田章一（いいだ しょういち）
「岡谷団地」の元住人。団地には1年間住んだ後、不動産業者に売却を依頼して転居。間もなく妻と子を道連れに無理心中を図り、家に火を放って縊死。
飯田栄子（いいだ えいこ）
章一の妻。無理心中を図る夫に刺され、重体になる。
飯田一弥（いいだ かずや）
章一の息子。章一に刺され、6歳で死亡。
林至道（はやし しどう）
「岡谷マンション」付近に檀家を持つ寺院の住職。1945年生まれ。〈私〉と久保に小井戸家が建つ前の付近一帯の様子を語る。現実のお寺さんというものをよく知らない久保が評して曰く「淡白」な言動。
佐熊（さくま）
クリーニング店経営。取材当時、50歳前後。〈私〉たちに、新興宗教にはまって崩壊した政春家の顛末を語る。
政春光奈子（まさはる みなこ）
佐熊の幼馴染み。幼少期の佐熊に、自宅で起こる怪奇現象を訴える。後に恐怖感から新興宗教に嵌まり、一家共々に地域社会から孤立する。
政春盛幸（まさはる もりゆき）
光奈子の弟。
田之倉（たのくら）
神社の世話役。取材当時78歳。赤ん坊の泣き声に脅えて崩壊した高野家の顛末を語る。
日下部清子（くさかべ きよこ）
高野家の知人。取材当時87歳。高野トシヱの友人。子供の頃に患った病気の所為で少し耳が遠く、注意していないと聞き漏らすことがあった。それでも赤ん坊の泣き声などしていなかったのだが、奥様然としたトシヱの常ならざる異常な様子に愕然となる。しかし、高野家を訪問した折、問題の「赤ん坊の泣き声」を聞くのだった。その後、娘の結婚式で例の泣き声が聞こえて激昂したトシヱが自殺したことを語る。
日下部千香（くさかべ ちか）
清子の娘。取材当時68歳。高野家で、家人が怯える「いる筈のない赤子の声」を実際に耳にする。
高野トシヱ（たかの としえ）
戦後間もない頃、後に「岡谷マンション」が建つ地に住んでいた女性。上流階級の奥様然とした人物だったが、いる筈のない赤子の声に脅えて異常な言動に陥った挙げ句、娘・礼子の結婚式で発狂し礼装姿で縊死する。久保を含めた複数の人間が目撃した着物姿の女性と思われる。
高野礼子（たかの れいこ）
トシヱの娘。男女関係が派手で、上京後に妊娠、堕胎した疑いがある。母親の自殺が原因で離婚を余儀なくされ、現在の消息は不明。婚家の方は離婚したとだけで、詳細は不明。清子が友人から聞いた話では、彼女らを避けるようになっていたという。
辻誠子（つじ せいこ）
「岡谷マンション」のある町の付近で育つ。取材当時70歳。〈私〉と久保に高野邸が建つ前に存在した鋳物工場とその焼失の顛末、焼け跡の幽霊話を語る。
中島（なかじま）
辻の幼馴染み。植竹工業の近所に住んでいた。工場労働者の長屋で発生したらしい事件について示唆する。
植竹禎一（うえたけ ていいち）
植竹工業の創立者。
鎌田（かまた）
嘗て見習いとして植竹工業に勤めていた、退職して実家の農業を手伝っている。1946年の工場火災のとき16歳。〈私〉に過酷な工場労働の実態と長屋には子供がうじゃうじゃいたこと、深夜労働の折に聞いた地下深くでの地響きのような音の合間に人の呻き声のことを証言する。
ハマさん
〈私〉の友人。何故か彼女を「姐さん」と呼ぶ。中村美佐緒の情報をもたらした。
中村美佐緒（なかむら みさお）
工場の周辺にあった長屋の住人。工場が焼けて転居した後の1952年、嬰児に対する殺人と死体遺棄の容疑で逮捕される。常に妊婦のような体つきをしており、切れ間なく妊娠していたのではと疑惑が生じた。嬰児の遺体を畑に埋めたりしていたが、その隠し方があまりにも杜撰だったため、感覚が麻痺したようになるほど盛んに死体の始末をしていたのではないかと思われる。
中村昭二（なかむら しょうじ）
美佐緒の夫。妻が逮捕されたのちは一人暮らしをしていた。その家は後に「赤ん坊の声がする」心霊スポットとなる。
明野（あけの）
高校教師。植竹工場の跡地にあった、川原家の情報を伝える。
川原和秀（かわはら かずひで）
川原家の息子。1965年頃に18歳。幼少時は模範的な少年だったようだが、中学卒業以降は自宅に引きこもり、母親に暴力を振るう。現在の消息は不明。
川原正美（かわはら まさみ）
和秀の母。豹変した息子の尻拭いのため汲々としていた。1965年ごろに急死。息子の家庭内暴力が原因とされている。
國谷（こくや）
吉兼家が檀家となっていた菩提寺の住職。林と親交がある。植竹工場が建設される以前、この地に邸宅を構えていた吉兼家の情報を伝える。また、先々代の住職の備忘録を探し出し、禍々しい微笑に歪む女性の描かれた掛け軸に纏わる不気味な風の音について語った。
映画では「女性の掛け軸」は焼失したと語るも実はしまい込んでおり、時折、出しては眺めて笑みを浮かべる姿がエンディングで見られた。
また掛け軸をしまい込んでいる伏線として戦災で焼失して見た事がないと言ったにもかかわらず、由美子と久保に先々代から聞いた話としてではなく「美しいお姫様の顔が醜く歪むのです」とはっきり断言している。
吉兼友三郎（よしかね ともざぶろう）
吉兼家の三男。1905年、15歳の年に発狂、以降は座敷牢に監禁（私宅監置）されるが、たびたび牢を脱出しては床下を徘徊する。以降、土地の住人が耳にした「床下の声」の元凶らしい。
吉兼ハツ（よしかね ハツ）
1945年に父の十七回忌法要を営む。以降の吉兼一族の消息は不明。
吉兼三喜（よしかね みよし）
友三郎の継母。吉兼家に後妻として輿入れする折、九州の実家から「歪んだ笑みを浮かべる美人画」の掛け軸を持ち込む。間もなく継子の発狂や死産などの不幸に見舞われ、24歳で急死。
奥山義宜（おくやま よしのり）
九州・福岡の資産家。三喜の父。炭鉱を経営していたが、明治の末か大正初頭の頃に家族と使用人を皆殺しにして自殺する。殺害した家族や動機については諸説あり明らかではない。その後、語ることすら祟りをもたらすという北部九州最強の怪談「奥山怪談」として有名になった。
真辺幹男（まなべ みきお）
奥山家の跡地に居を構えた真辺家の、昭和末期頃の当主。「いわくつき」の骨董品収集を趣味とする。後に破産し、福岡を去る。
〈私〉の夫
ミステリーが専門の小説家。妻である〈私〉以上に心霊現象に否定的で信憑性を疑う現実的な人物。麻雀が趣味。映画版では「直人」という名が設定されている。
東雅夫（ひがし まさお）
幻想文学評論家。
平山夢明（ひらやま ゆめあき）
小説家。実話怪談の蒐集家で、優れた怪奇小説の書き手。〈私〉と福澤との仲を取り持つ。映画では陽気で知識豊富であり、興味本位で「私」と久保さんの調査に同行する怪談作家「平岡芳明」として登場。
福澤徹三（ふくざわ てつぞう）
九州在住の小説家。実話怪談の蒐集家。奥山家に端を発する怪談話に詳しい。奥山家跡地に建つ真辺家の廃墟探検に同行する。映画では福岡県出身の会社員で心霊マニアの「三澤徹三」として登場。
米溪新（こめたに あらた）
以前、〈私〉に「地獄が見える欄間」について話を寄せた男性。実家に送られた〈私〉の手紙を家族が転送してくれたため、出張で大阪に来ることになって改めて〈私〉に問題の欄間について語った。愛知県某所にある米溪家本家は元は豪農だったが、祖父の祖父である高祖父が事業に失敗して家は傾いたため、普通の兼業農家になったという。本家には天然木の一枚板を両側から別の絵柄で透かし彫りにし、片側が飛龍、もう片方が雲烟棚引く山峡の風景になった2枚が1組になった見事な欄間があったが、奥山家とおぼしき炭鉱王から譲り受けたものであり、その欄間を透かして仏間を覗くと地獄が見えると言い伝えられ、不審火で小火が出たりした。また就職した年の末に正月を本家で迎えるべく例年のように到着するが、年末ギリギリまで出勤していたので既に他の部屋が集まった親戚の寝所になって他に空きが無かった。仕方なく仏間の次の間で、嫌いな表座敷で寝る羽目になってしまった。その夜に呻き声のようなものが混じった地下鉄の風のような不気味な風の音を聞き、金縛りに遭って動けなくなったため、気味が悪いから2度と本家の座敷では寝ないと決めたことを翌朝起こしに来た従兄に告げた。父親の兄である伯父の息子、本家で家族で暮らす4歳年上の巨漢の従兄は座敷の一夜を聞いて「仏間というのは、仏さんのいる場所の筈だが…」と首を傾げていた。本家の座敷は親戚一同に不評で誰もが避けており、他ならぬ従兄も背が抜きんでて伸びて背伸びすれば欄間を覗けるため、そちらを見ないように父親に厳命されていた。更には、従兄が大学時代に東京の下宿先で黒い人影の不気味な声を聞き、お祓いを受けて引っ越すも治療法の無い難病を患い療養していた本家で亡くなった。早逝したため、音がつきまとったかは不明である。従兄が住んでいた問題の下宿は変な声がするので有名であり、他にも体調を崩したり頭がおかしくなって実家に戻ったりする学生がいた。しかし、米溪家自体に災厄が降りかかったというわけではないらしく、男ばかり4人兄弟の従兄を除く3人は無事であり、彼の父親である伯父と米溪の父親を含めた6人兄弟もまた元気に暮らしており、中には事業を興して成功した人物もいるとのことである。
映画では真辺家の遠縁の青年「真辺貴之」に変更された。
磯部（いそべ）
鈴木の友人。2008年の秋、鈴木が息子の誕生日を名目に友人らを招いたパーティーで息子がケーキのロウソクを吹き消す際、明かりを消して部屋を暗くしたら赤ちゃんらしきモノが3つ浮かんでいるのをビデオを鈴木が見返した時に気づき、すぐさま連絡を受けて問題のビデオを借りた。しかし、そのビデオを見た頃から部屋の中で赤ちゃんの泣き声が聞こえ始め、夜中にペタペタと顔を撫でられたりもした。更には、ふと夜中に目を覚ましたら夫の枕元にお爺さんがいるのを目撃してしまう。不動産業者を問い詰めると前住者の独居老人が死亡したことを告白したとのことである。住み始めて1年ほどだったが、久保の助言によりお祓いをして退去し、新居に引っ越した。

### 映画のみの登場人物
田村（たむら）
演 - 山下容莉枝
雑誌「閻」に努める「私」小松由美子の担当編集者。
山本（やまもと）
演 - 成田凌
安い家賃を目的に事故物件（梶川（演 - 渋谷謙人）の自殺した部屋）だと知りながら入居したが、ある夜、綱が軋るような音に目を覚ますと首を吊った和装女性に見下ろされ、絶叫する。
河田（かわだ）
演 - 松林慎司
雑誌「閻」の編集者。田村の帰宅後、室内で吹く筈のない風の音を聞く。すると画面の文字がおかしくなって額の汗を拭うと黒い汚れが付着し、自身の顔も炭で汚れていた。更には、キーボードが炭の粉に埋もれ、黒い人の群れに襲われる。
三澤徹三(みさわ てつぞう)
演 - 坂口健太郎
福岡県出身の会社員で心霊マニアの青年。「奥山怪談」に関して豊富な知識を持ち、「私」の調査に参加する。
真辺貴之（まなべ たかゆき）
演 - 平野貴大、高澤父母道（少年時代）
自殺した真辺幹夫の遠縁。河童のミイラがあるという仏間で不吉な風の音を聞き、黒い人に遭遇した体験を雑誌「閻」に投稿した。映画冒頭の「少年M」の体験談は彼のことである。

## 書評
怪奇幻想文学研究家の中島晶也は「本書の怖ろしさは読み終わって本を閉じた後も読者を脅かし続ける」「本書が提示する恐怖は、過去に根差していて古いがゆえに本源的であり普遍的である」と評価している。書評家の朝宮運河は「同時発売の『鬼談百景』とともに著者の〈怪談実話趣味〉が見事に実を結んだ傑作」と評価している。詩人の川口晴美は、「流動民が増え土地の記憶を遡るのが難しくなった現代に、ウイルスに感染するようにして拡散していく恐怖の気配がなまなましい」と評した。

## 映画
2016年1月30日（土）に『残穢 -住んではいけない部屋-』（ざんえ すんではいけないへや）というタイトルで公開。監督は中村義洋、脚本は鈴木謙一。配給は松竹。第28回東京国際映画祭・コンペティション部門出品作品。
上記のように、原作小説は作者である小野が『ほんとにあった！呪いのビデオ』シリーズから影響を受けて執筆した作品であり、担当編集者の「映画化したいですね」という言葉を聞いた小野が冗談半分に「どうせなら（同シリーズに長年携わっている）中村監督が撮ってくれたらいいね」と返答したことがきっかけとなり、実際に中村が本作の監督を務めることになった。
また、『残穢』と連動するスピンオフ映像作品として『鬼談百景』も映像化された。2015年12月25日より動画サイト・GYAO!にて先行配信、2016年1月23日には東京・テアトル新宿で一夜限定で劇場公開された。

### キャスト
- 「私」〈小松由美子〉（心霊現象に否定的な小説家） - 竹内結子
- 久保さん〈久保亜紗美〉（建築デザインを学ぶミステリー好きな女子大生） - 橋本愛
- 直人（「私」の夫で妻以上に懐疑的なミステリー小説家） - 滝藤賢一
- 平岡芳明（興味本位で調査に同行する怪談作家） - 佐々木蔵之介
- 三澤徹夫（福岡県出身で心霊マニアの会社員） - 坂口健太郎
- 田村さん（雑誌「閻」に務める「私」担当の編集者） - 山下容莉枝
- 梶川氏〈梶川亮〉（伊藤さんのアパートで自殺した青年） - 渋谷謙人
- 山本くん（梶川の死後に入居した男性） - 成田凌
- 河田氏（編集者） - 松林慎司
- 飯田章一（久保さんの隣の201号室に引っ越してきた男性） - 橋本一郎
- 飯田栄子（章一の妻） - 篠原ゆき子
- 飯田一弥（章一の息子） - 松浦理仁
- 辺見さん（岡谷マンション303号室住人） - 松岡依都美
- 辺見さんの夫〈辺見康一〉 - 須田邦裕
- 辺見さんの娘 - 大谷陽咲
- 伊藤さん（アパートの大家） - 稲川実代子
- 伊藤さんの夫 - 森山米次
- 益子さん〈益子美和〉（岡谷マンションの向かいの住人） - 川面千晶
- 益子茂（益子さんの義父） - 芦川誠
- 益子香奈恵（益子さんの義母） - 水木薫
- 益子さんの夫〈益子純二〉 - 中林大樹
- 益子さんの息子〈益子颯人〉 - 今井暖大
- 益子さんの娘 - 咲音
- 秋山さん（元町内会長） - 十貫寺梅軒
- 日下部清子（高野トシヱの元友人） - 小貫加恵（若い頃：中込佐知子）
- 日下部清子の妹 - 滝本ゆに
- 高野トシヱ（1958年に自殺した女性） - 塚田美津代
- 高野トシヱの夫 - 長野克弘
- 中村美佐緒（1952年に嬰児殺しで逮捕された女性） - 周本絵梨香
- 吉兼友三郎（精神を患い1905年より座敷牢で私宅監置された男性） - 山田純之介
- 吉兼三喜（友三郎の継母） - 藤田瞳子
- 小井戸泰志（1992年にゴミ屋敷で病死した男性） - 菅野久夫
- 真辺幹男（奥山家の土地に家を建て、1989年に自殺した男性） - 金井良信
- 真辺さん〈真辺貴之〉（幹男の親戚） - 平野貴大（少年時代〈M少年〉：高澤父母道）
- 不動産屋（岡谷マンションの管理担当） - 杉山ひこひこ
- 家電量販店・売場主任（梶川氏の元同僚） - リー中川
- アナウンサー - 大島奈穂美
- 根本家のお婆ちゃん（床下の猫に餌を投げ込んでいた痴呆気味の女性） - 長谷川とき子
- 郵便配達員 - 鈴木士
- 首を吊るイメージの女性 - 紅音
- 赤ん坊 - 山口大地、田中莉緒
- 大学教授 - 大月秀幸
- ミステリー研究会・後輩 - 小野花梨、寺川里奈、河内美澪
- 久保さんの同級生 - 清水拓海、船橋拓幹、浜口綾、西崎あや
- 屋嶋さん〈屋嶋朋美〉（岡谷マンション405号室の元住人） - 笠木泉
- 屋嶋美都（屋嶋さんの娘） - 川北れん（2歳時）、川北のん（6歳時）
- 屋嶋家・祖父 - 三田直弥
- 屋嶋家・祖母 - 加川恵子
- 炭鉱夫 - 奥山ばらば、田村一行、湯山大一郎、大石結介、鮫島満博、森本武晴、栃原智、野間清史、新虎幸明
- 炭鉱夫の家族たち - 鈴木本一郎、瑠美子、森富士夫、辻川幸代、川﨑裕子、尾崎舞、松永明日香、小山叶多、加藤蒼渉、吉田まりえ
- 奥山家当主（北九州の炭鉱経営者） - 吉澤健
- 奥山氏の妻 - 宮下今日子
- 田之倉氏（写真店店主） - 不破万作
- 國谷氏（吉兼家の菩提寺の住職） - 上田耕一

### スタッフ
- 監督 - 中村義洋
- 原作 - 小野不由美『残穢』（新潮社刊）
- 脚本 - 鈴木謙一
- 製作総指揮 - 藤岡修
- 製作 - 松井智、高橋敏弘、阿南雅浩、宮本直人、武田邦裕
- 音楽 - 安川午朗
- イメージソング - 和楽器バンド「Strong Fate」[15]
- 企画・プロデュース - 永田芳弘
- プロデューサー - 池田史嗣
- ラインプロデューサー - 湊谷恭史
- 協力プロデューサー - 古賀俊輔
- アソシエイトプロデューサー - 姫田伸也、落合香里
- 撮影 - 沖村志宏
- 照明 - 岡田佳樹
- 録音 - 西山徹
- 美術 - 丸尾知行
- 装飾 - 遠藤善人、遠藤雄一郎
- キャスティング - 星久美子
- 衣装 - 丸山佳奈
- ヘアメイク - 山内聖子、佐々木博美
- 特殊メイク・造形 - 江川悦子、神田文裕
- 婦人図制作 - 東學
- スクリプター - 小林加苗
- 編集 - 森下博昭
- VFXプロデューサー - 赤羽智史
- 音響効果 - 西村洋一
- 選曲 - 佐藤啓
- 助監督 - 片桐健滋
- 制作担当 - 曽根晋
- 企画協力 - 新潮社
- 制作プロダクション - ザフール
- 企画・製作幹事 - ハピネット
- 配給・共同幹事 - 松竹
- 製作 - 「残穢 -住んではいけない部屋-」製作委員会（ハピネット、松竹、エイベックス・ミュージック・パブリッシング、GYAO、ソニーPCL）

### 謎ときアトラクション
2016年1月15日から4月14日まで、ナムコ（現バンダイナムコアミューズメント）の運営するなぞともCafeとコラボし、新宿店となんばパークス店で、謎とき用の個室のミッションCUBEとして『残穢-開けてはいけない匣(はこ)-』が行われた。世界観を体感できるアトラクションとして開催。

## ラジオドラマ
NHK-FM「FMシアター」で2014年1月18日に放送。

### キャスト
南果歩、平岩紙、伊藤友乃、石河美幸、内田藍子、外山文孝、鈴木惠理、登澤良平、原みなほ、高川裕也

### スタッフほか
- 脚色 - 井出真理
- 音楽 - 清水靖晃
- 演出 - 柴田岳志
- 技術 - 緒形慎一郎
- 音響効果 - 上温湯大史
- 制作 - NHK名古屋放送局